# 欧亚经济论坛
欧亚经济论坛是一个以上海合作组织成员国和观察员国为主体，并面向上合组织所覆盖的广大欧亚地区，旨在促进各国间相互了解、扩大合作的，开放性高层国际会议。该论坛每两年举办一届。
即首届欧亚经济论坛于2005年11月10日至11日，在中国西安举行后，论坛的永久性会址就设在了西安浐灞生态区。